# Beatrice Sparks
Beatrice Sparks (15 de enero de 1917- 25 de mayo de 2012) fue una terapeuta y consejera juvenil que era conocida por la producción de libros que pretenden ser los "diarios reales de adolescentes con problemas". Los libros tratan temas de actualidad, tales como el abuso de diarios, los registros de la Oficina de Copyright de EE.UU. muestran que, de hecho, que aparece como el único autor de todos menos dos de ellos.
Los críticos han llamado el alcance exacto de las cualificaciones y la experiencia Sparks en tela de juicio. El crédito editorial en algunos de los diarios publicados por Sparks la identifica como " Dr. Beatrice Sparks , PhD ". Sin embargo , cuando el periodista Aileen Pace Nilsen entrevistó Sparks de School Library Journal en 1979, no pudo encontrar ninguna confirmación de dónde o cuándo Sparks obtuvo su doctorado. Nilsen también escribió que Sparks era "vaga acerca de detalles" cuando se le preguntó acerca de sus calificaciones de asesoramiento y la experiencia profesional. [ 1 ]
Sparks afirmó que sus experiencias de trabajo con adolescentes con problemas le daba ganas de producir cuentos con moraleja que mantendrían a otros jóvenes de caer en las mismas trampas . Su primer trabajo , Go Ask Alice [ 2 ] , fue publicado bajo la autoría 'Anónima' en 1971. En las entrevistas llevadas a cabo en los próximos años , ella misma Sparks identificado como editor del libro. En su entrevista con Nilsen , Sparks dijo que Pregúntale a Alicia consistía en parte de la agenda real de uno de sus pacientes , y en parte de los acontecimientos de ficción basado en sus experiencias de trabajo con otros adolescentes .
En 1973 , Marcella Barrett, Pleasant Grove , Utah mujer cuyo hijo Alden se suicidó a la edad de 16 años, leyó una entrevista con Sparks y se convenció de que ella era la persona adecuada para llevar el diario de Alden al público. El resultado fue el Diario de Jay, que cuenta la historia de un adolescente dibujado en el satanismo . La familia de Barrett se horrorizó por el libro. Insistieron en que Alden nunca había estado involucrado con lo oculto y que Sparks había utilizado sólo 21 entradas de su diario (de 212 supuestas entradas que aparecen en el libro terminado). Sparks se ha destacado por el libro , alegando que ella consiguió el material extra de cartas y entrevistas con familiares de Alden . [ 3 ] ( ver Diario de Jay para una discusión más completa. )
Después de Diario de Jay, Sparks producido muchos más 'diarios reales', incluyendo Le sucedió a Nancy : Por una adolescente Anónima (que trata con el SIDA ), casi perdido: la verdadera historia de la vida de un adolescente anónimo en las calles (la violencia de pandillas) , el bebé de Annie: el diario de Anónimo, una adolescente embarazada, amor traicionero: el diario de un adolescente anónimo (alumno seducido por profesor), Kim: vacío por dentro: el diario de un adolescente anónimo ( TCA ) y Buscando a Katie: el Diario de Anónimo , Una adolescente en cuidado de crianza.

## Muerte
Sparks murió, el 25 de mayo de 2012, 95 años de edad.

## Carrera Literaria
Diarios
Todos estos libros fueron publicados en realidad con la banda 'Anonymous'. Algunos de ellos Sparks crédito como editor, mientras que otros (como Go Ask Alice) no mencionan en absoluto. Casi Perdido and Kim: Empty Inside son los únicos libros que Sparks no reclama derechos de autor como autor de toda la obra. Para estos dos libros, Sparks reclama sólo a la edición, compilación y algunos (no especificado) material adicional. Los EE.UU. Oficina de Derecho de Autor de registro cum añade la nota que algún material es tomado de un diario preexistente.
Pregúntale a Alicia (1971)
Diario de Jay (1978)
Le sucedió a Nancy: Por una adolescente Anónimo (1994)
Casi perdido: La verdadera historia de la vida de un adolescente anónimo en las calles (1996)
El bebé de Annie: El Diario de Anónimo, una adolescente embarazada (1998)
Amor Traicionero: El diario de una adolescente Anónimo (2000)
Kim: Empatía Interior: El diario de una adolescente Anónimo (2002)
Encontrar Katie: El Diario de Anónimo, A Teenager in Foster Care (2005)

## Otras obras
Voces: la historia de cuatro adolescentes con problemas, como dijo en entrevistas personales a Beatrice Sparks (1978)
Los niños Kalamity (scripts) (1991)